# Parapentacentrus
Parapentacentrus is een geslacht van rechtvleugeligen uit de familie krekels (Gryllidae). De wetenschappelijke naam van dit geslacht is voor het eerst geldig gepubliceerd in 1930 door Shiraki.

## Soorten
Het geslacht Parapentacentrus omvat de volgende soorten:
- Parapentacentrus formosanus Shiraki, 1930
- Parapentacentrus fuscus Gorochov, 1988